# Gardenia brighamii
Gardenia brighamii, tiếng Anh thường gọi là Nānū, Naʻu, hoặc Forest Gardenia, là một loài thực vật có hoa thuộc họ coffee, Rubiaceae, là loài đặc hữu của Hawaii.

## Hình ảnh

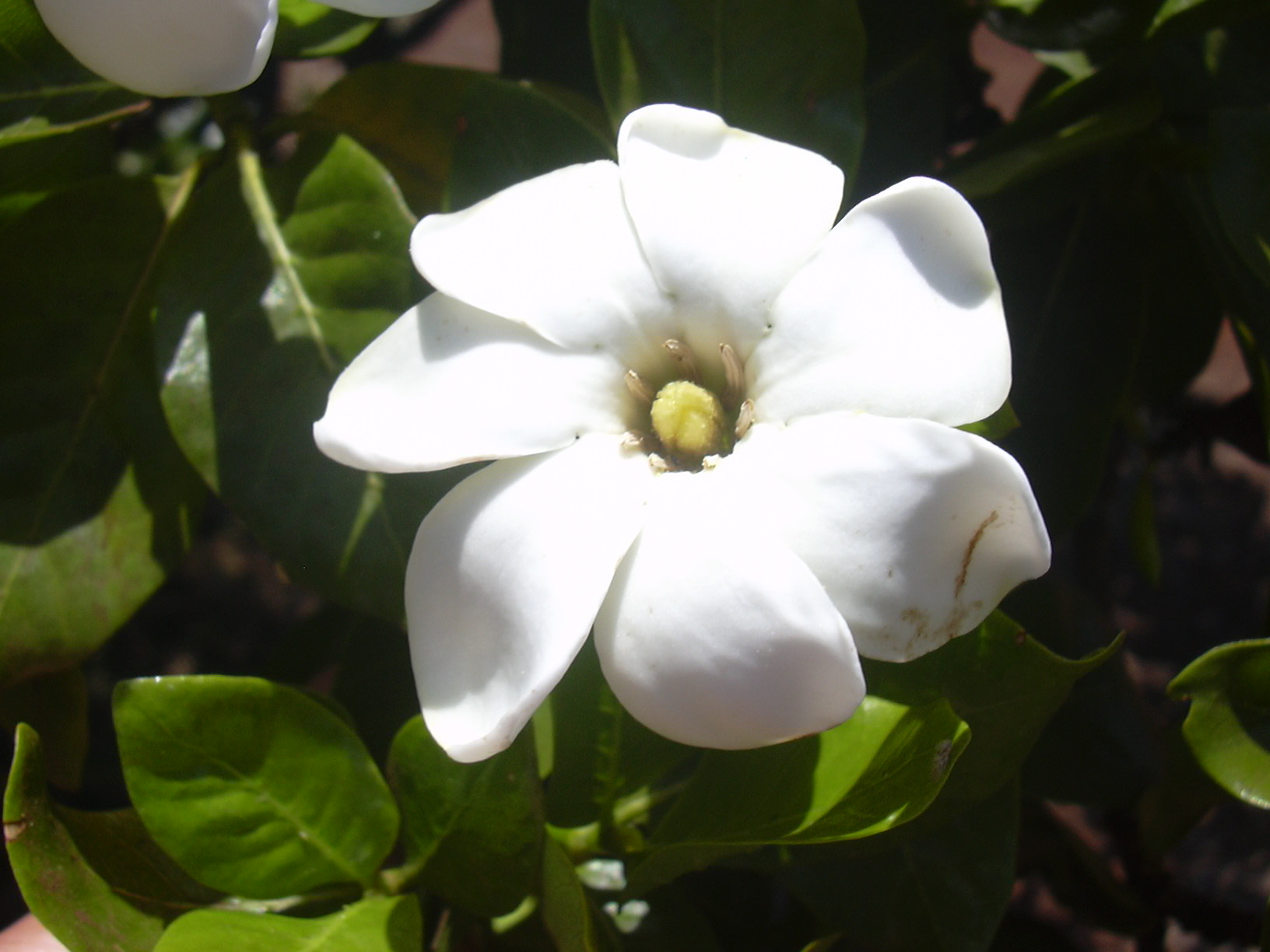
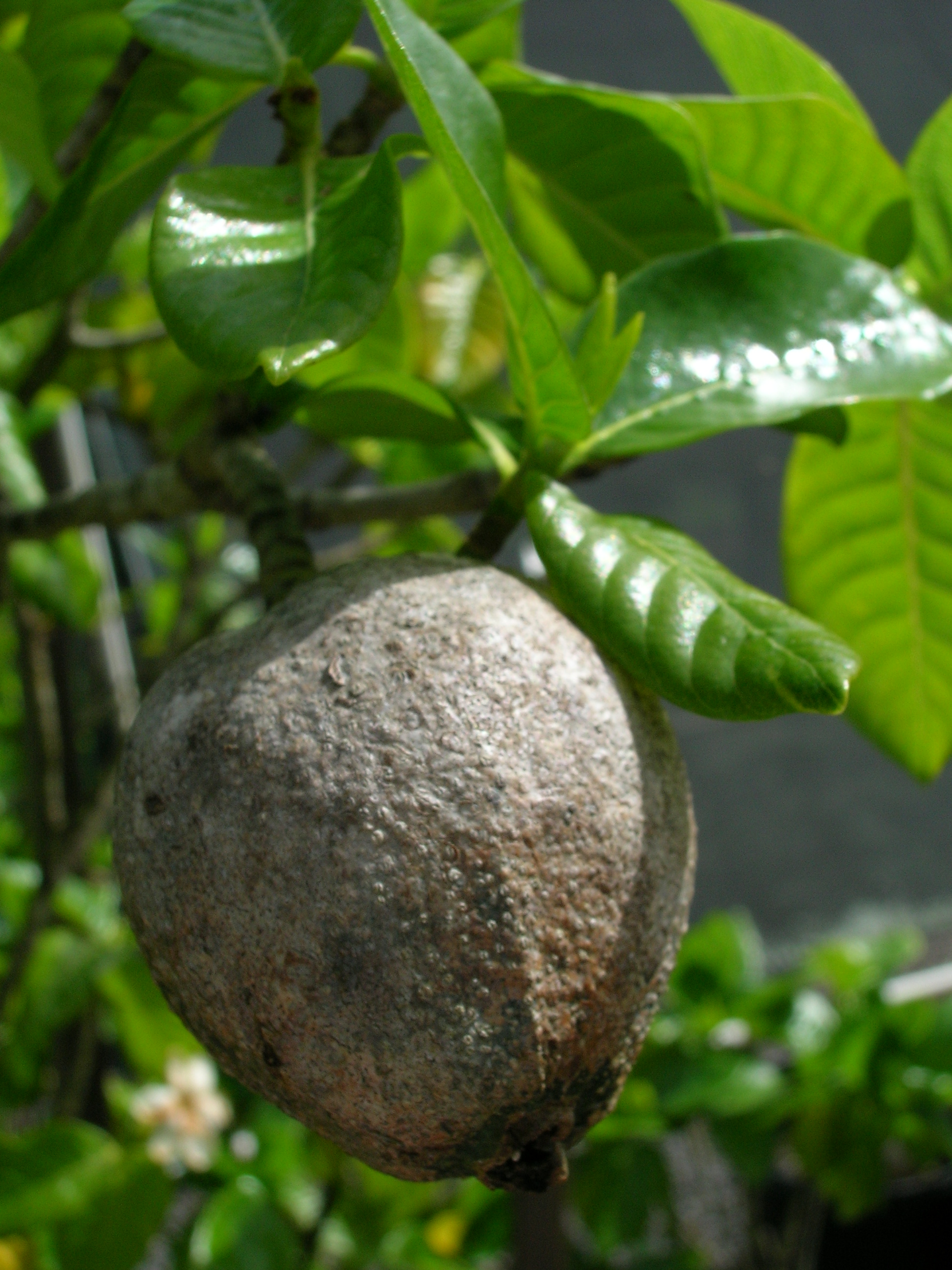
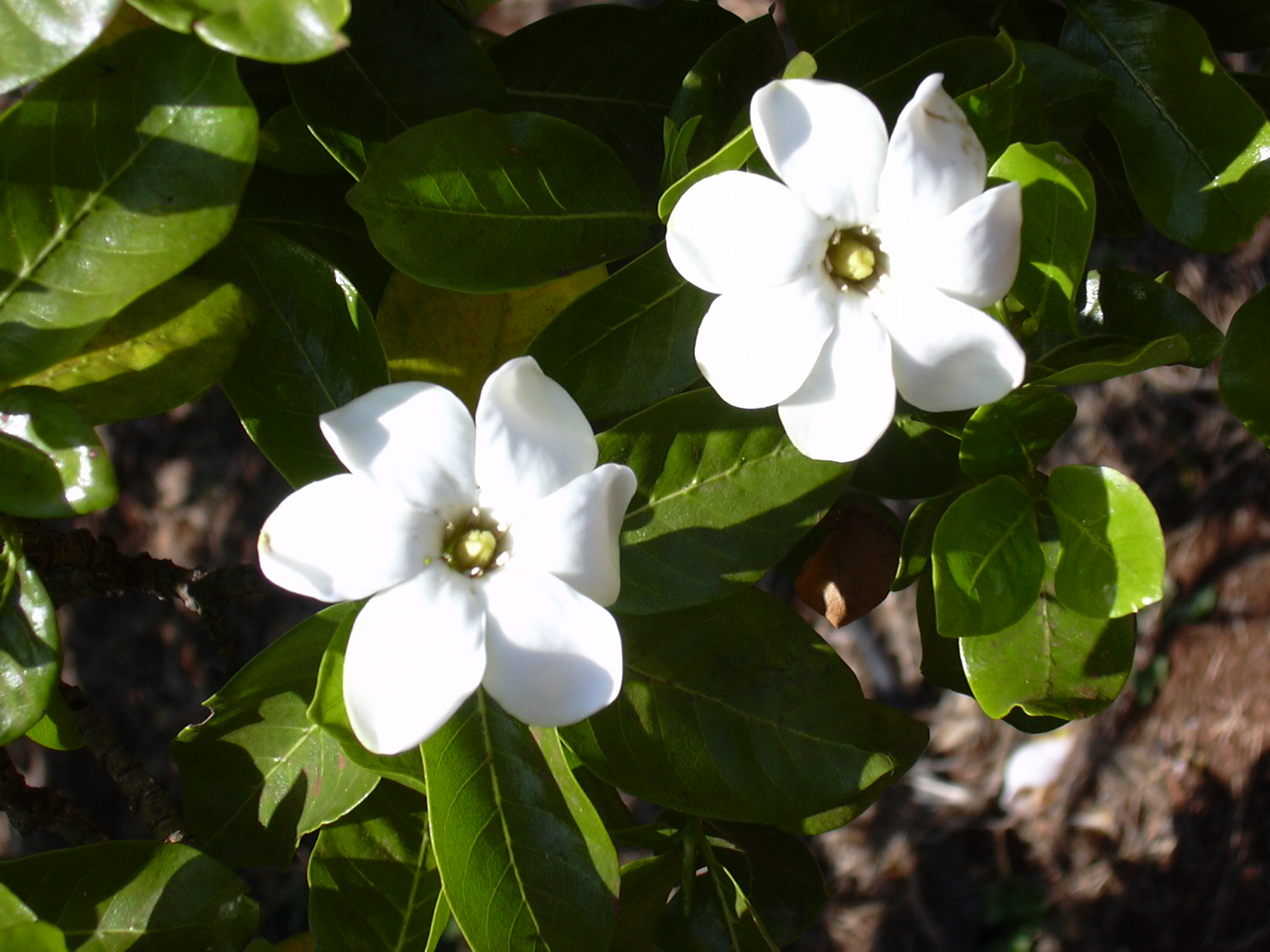
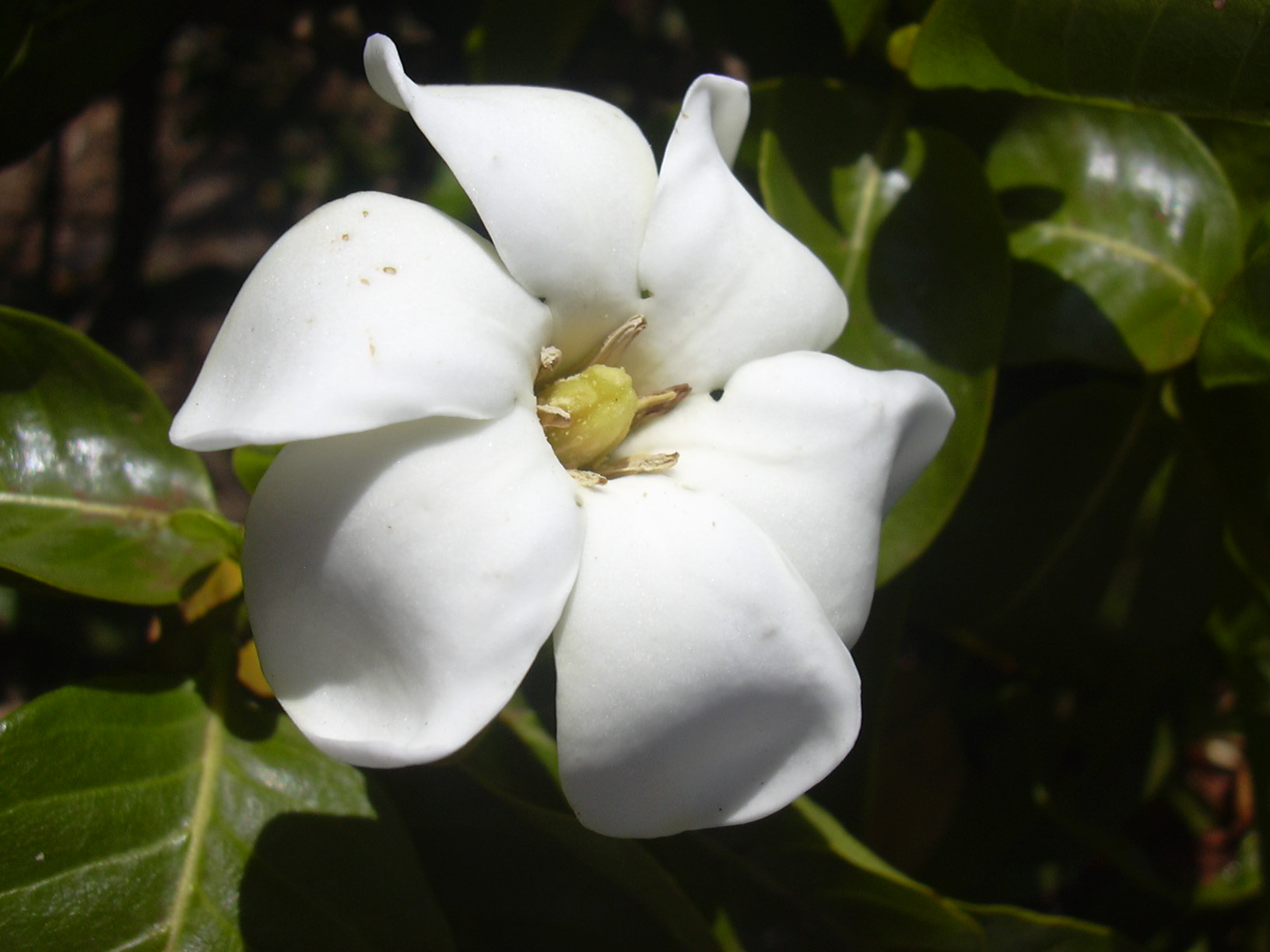